# ویبوستون، چاستون و کولزدن
ویبوستون (به انگلیسی: Wyboston) یک منطقهٔ مسکونی در بریتانیا است که در بدفورد واقع شده‌است. ویبوستون ۹۳۶ نفر جمعیت دارد.